# Флоре
Флоре (норв. Florø) је насељено место у Норвешкој у округу Согн ог Фјордане. Има статус града од 1860.